# Route d'Anadyr
La route d'Anadyr (en russe : Автодорога Анадырь) est une route de la fédération de Russie en cours de construction, devant relier l'Extrême-Orient russe au reste du pays, et plus précisément rejoindre l'Okroug autonome de Tchoukotka depuis l'oblast de Magadan. De nombreuses branches doivent permettre une desserte des principales villes de l'Okroug, à savoir notamment Bilibino, Komsomolsky and Egvekinot. La construction de l'axe a débuté en 2012 dans la région d'Anadyr, et en 2015 dans l'oblast de Magadan.

## Tracé
La route part de la R504, également appelée route de la Kolyma, puis traverse les villes d'Omsouktchan, Omolon, Ilirneï, le village de Palyavaam, avant d'atteindre Anadyr. Sa longueur totale est de 2 300 km, dont 829 km dans l'oblast de Magadan, et 1 400 km en Tchoukotka. La route n'est pas recouverte d'asphalte, et est juste composée de graviers, traités pour augmenter leur résistance. Dans sa plus grande partie, la route ne comporte qu'une voie. La vitesse maximale est de 60 km/h.
Itinéraire approximatif :
- R504
- Omsouktchan
- Omolon
- Branche vers Bilibino
- Branche vers Pevek
- Branche vers Evgekinot
- Anadyr

## Historique
Le premier élément réalisé dans le cadre de ce projet fut le pont sur la rivière Palyavaam, en 2003. La première étape fut de rénover la section déjà existante Guierba-Omsoukchan, d'une longueur de 256 km, ce qui fut réalisé en 2017. La construction de la section inexistante Omsouchkan-Omolon débuta en 2015, pour une longueur totale de 573 km. En 2017, 25 km furent mis en service, bien que de nombreuses critiquent concernant la qualité de ce tronçon furent rapportées.
La section Omolon-Anadyr est elle partiellement construite, avec des aménagements en cours de réalisation sur les parties existantes. Il est actuellement impossible de rejoindre la ville d'Anadyr par la route, sauf en hiver. La route, construite sur le pergélisol, est affectée par les mouvements du sol, et doit être réalisée en utilisant des méthodes avancées d'ingénierie, permettant d'éviter tout mouvement de la chaussée, même en prenant en compte le réchauffement planétaire actuel, qui risquerait de faire fondre le pergélisol. De plus, la construction de la route est interrompue l'été, lors des fortes pluies, et l'hiver, lorsque les températures sont trop extrêmes. 
130 kilomètres ont été construits jusqu'à la mi-2020, et 30 autres ont été livrés l'année suivante. En 2022, 40 kilomètres ont été ouverts.
Début 2022, un contrat de 3,7 milliards de roubles (soit environ 123 millions de roubles le km) a été signé pour un tronçon de 30 kilomètres dans l'oblast de Magadan, qui devrait ouvrir fin 2024.